# Richard Petersen (Druckerei)

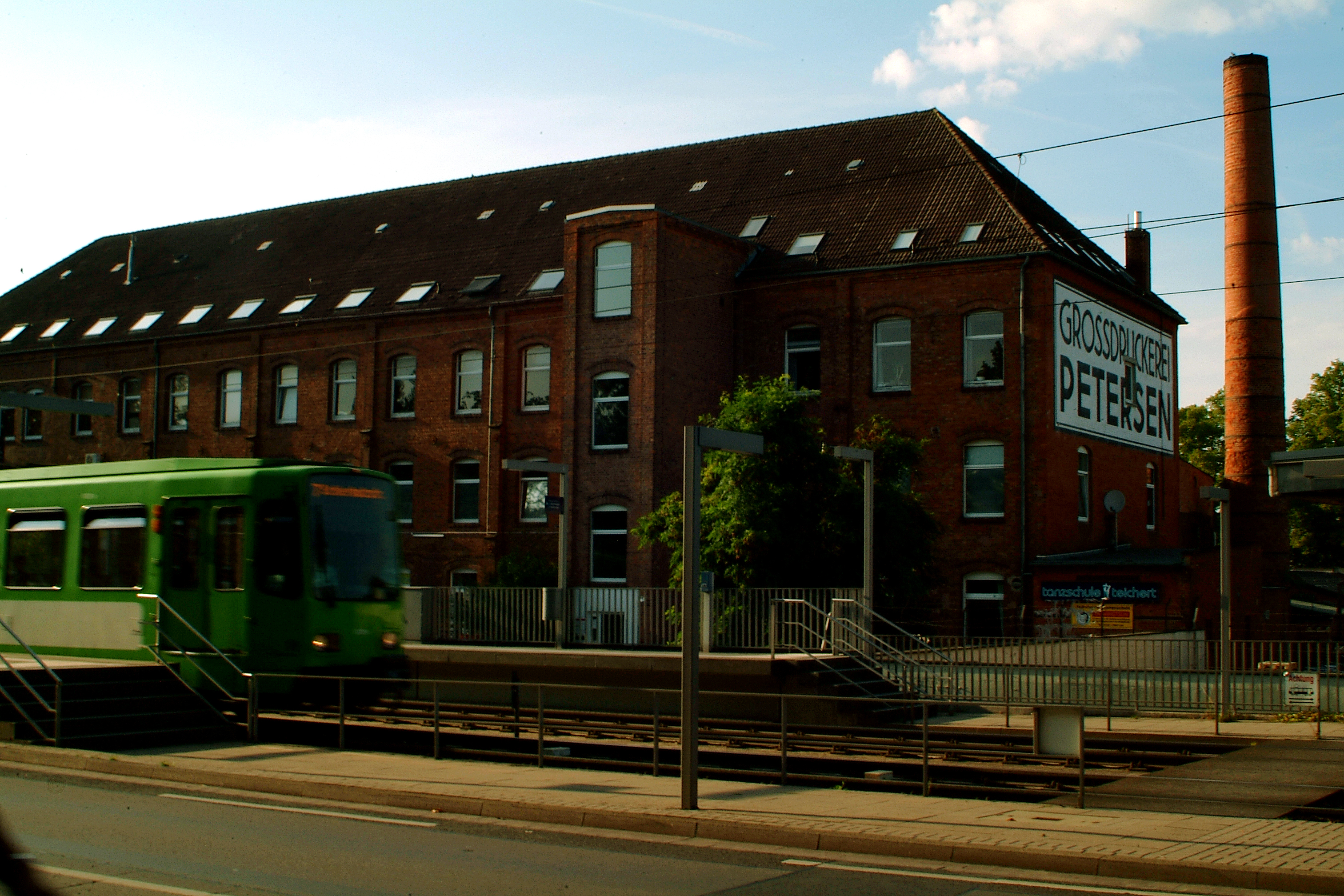
„Grossdruckerei Petersen“ mit Fabrikschlot in Oberricklingen parallel zur Haltestelle Wallensteinstraße der Stadtbahn Hannover

Die Richard Petersen GmbH in Hannover war eine im 19. Jahrhundert gegründete Druckerei, Buchbinderei und Großbuchdruckerei unter Verwendung von Stereotypien sowie ein Verlag. Sitz des Unternehmens war die Göttinger Chaussee 115 in Ricklingen beziehungsweise im heutigen Stadtteil Oberricklingen.

## Geschichte

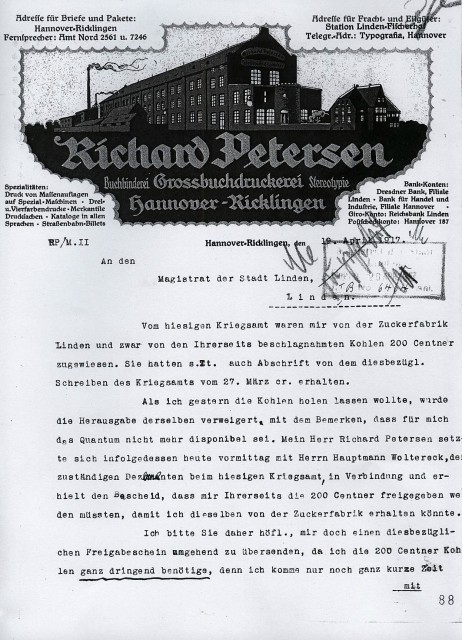
Expressionistisch gestalteter Briefbogen eines Schreibens der Großbuchdruckerei 1917 an den Magistrat der Stadt Linden

Das nach Richard Petersen benannte Unternehmen wurde in der späten Gründerzeit des Deutschen Kaiserreichs errichtet. Bereits wenige Jahre nach der Gründung konnte die Druckerei auch Produkte aus dem Mehrfarben-Rotationsdruck anbieten, zudem auch unter anderem im Ausland nachgefragte Fahrscheine für Straßenbahnen.
Während des Ersten Weltkrieges – die Firma mit Sitz in Ricklingen war noch der seinerzeitigen Industriestadt Linden zugeordnet – warb die Firma beispielsweise 1917 in einem Schreiben an den Lindener Magistrat mit einem Briefkopf im Stil des Expressionismus mit „Spezialitäten“ wie dem „Druck von Massenauflagen auf Spezial-Maschinen“, der Herstellung merkantilen Drucksachen oder Katalogen in allen Sprachen, aber auch mit Erfahrungen bei der Herstellung von „Straßenbahn-Billets“.
Zur Zeit des Nationalsozialismus konnte der seinerzeit noch alleinige Inhaber Richard Petersam am 1. April 1936 sein 40. Gründungsjubiläum feiern. Kurz vor dem Ende des Zweiten Weltkrieges erfasste das Auswärtige Amt der britischen Alliierten 1944 das in der späteren Britischen Besatzungszone gelegene Unternehmen „R. Petersen“ im Handbuch Germany Zone Handbook.
In der Nachkriegszeit empfahl sich die „Richard Petersen GmbH Großdruckerei“ mit Sitz in Hannover-Linden Mitte der 1950er Jahre in einem kommentierten hannoverschen Bildstadtplan des Bollmann-Bildkarten-Verlags unter anderem als in ganz Deutschland bekannte „Spezialdruckerei für Entwickler, Notablocks und ähnliche Werbemittel im Buntdruck“.
Anfang der 1970er Jahre war Hans Lückenhans sowohl Hauptgesellschafter als auch Geschäftsführer der als GmbH geführten Großdruckerei Richard Petersen.
Noch 1986 erschien beispielsweise die Zeitschrift Ricklinger Monatspost im Anzeigenverlag Petersen in der Göttinger Chaussee 115.